# José Armet Portanell
José Armet Portanell – hiszpański malarz pochodzący z Katalonii. Zajmował się pejzażem, portretem i litografią.
Studiował na Królewskiej Katalońskiej Akademii Sztuk Pięknych św. Jerzego w Barcelonie, mając wśród swoich nauczycieli artystę Ramona Martí Alsina. Później przeniósł się na studia do Rzymu gdzie spotkał artystów z kręgu Marià Fortuny.
Wziął udział w Krajowej Wystawie Sztuk Pięknych w Madrycie, na której zdobył wyróżnienie cum laude w 1864 r. oraz III medal w 1866 r. Wystawił także Un paisaje de Cataluña na Powszechnej Wystawie w Paryżu w 1878 roku.